# Pithon
Pithon ist eine französische Gemeinde mit 78 Einwohnern (Stand 1. Januar 2022) im Département Aisne in der Region Hauts-de-France (vor 2016 Picardie). Sie gehört zum Arrondissement Saint-Quentin, zum Kanton Ribemont und zum Gemeindeverband Est de la Somme.

## Geografie
Die Gemeinde Pithon liegt am Fluss Somme, am parallel verlaufenden Canal de la Somme und an der Grenze zum Département Somme. Nachbargemeinden von Pithon sind Aubigny-aux-Kaisnes im Norden, Dury im Osten, Sommette-Eaucourt im Süden sowie Ham im Westen.

## Bevölkerungsentwicklung
| Jahr                       | 1962 | 1968 | 1975 | 1982 | 1990 | 1999 | 2006 | 2018 |
| Einwohner                  | 87   | 86   | 88   | 92   | 110  | 98   | 85   | 84   |
| Quellen: Cassini und INSEE |      |      |      |      |      |      |      |      |

## Sehenswürdigkeiten

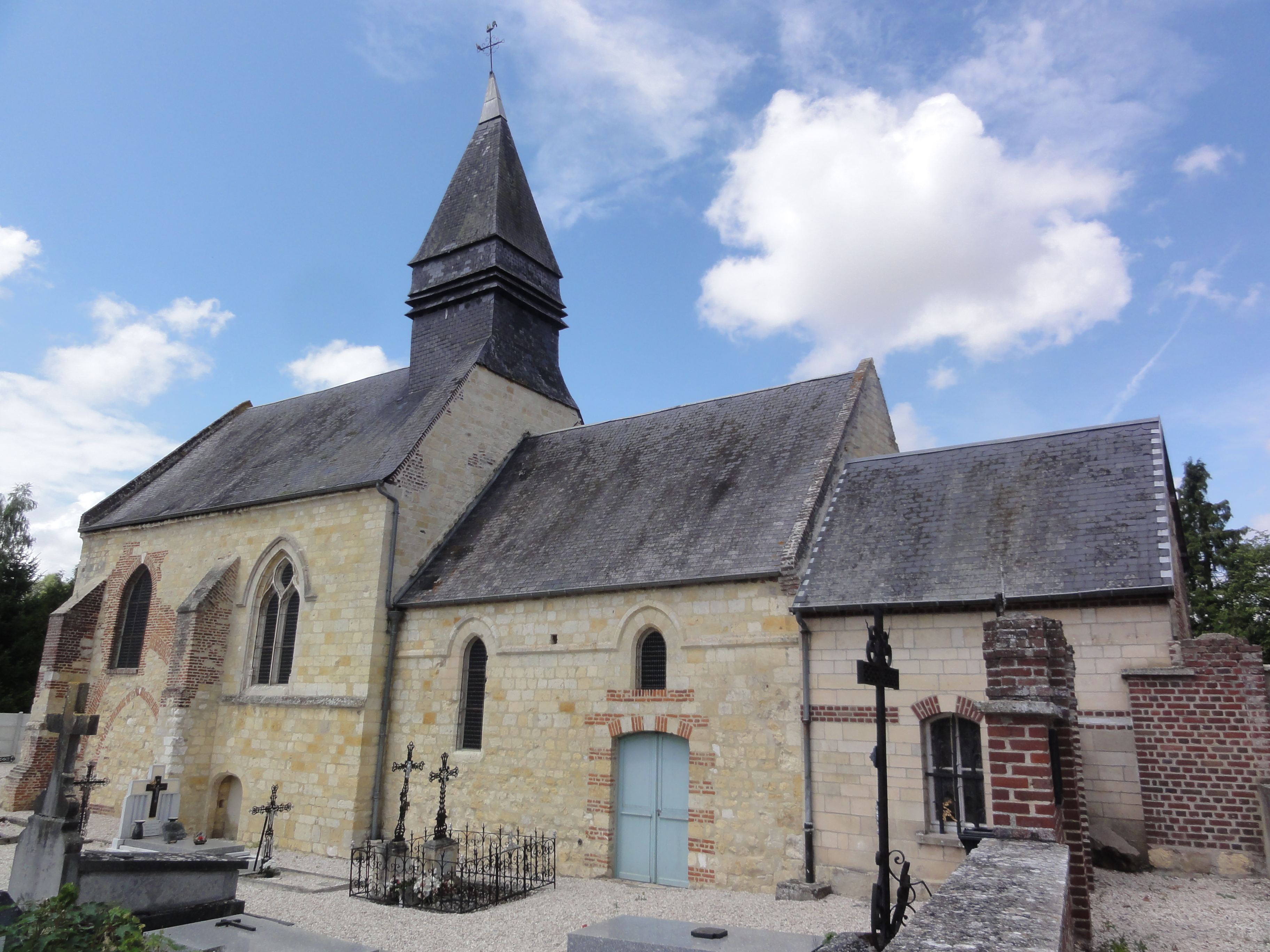
Kirche Saint-Rémi
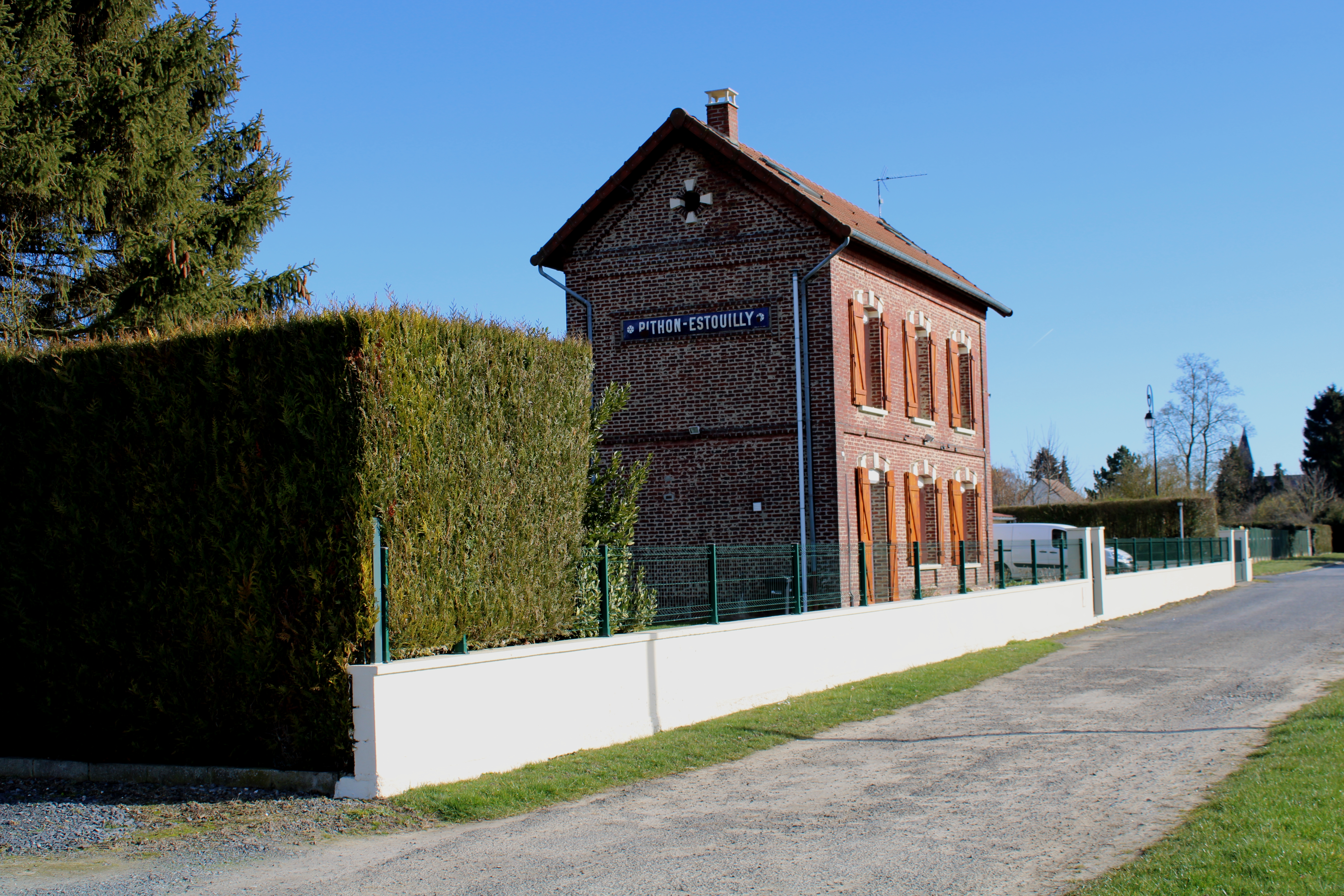
Bahnhof

- Kirche Saint-Rémi
- Bahnhof